# Juan de Salisbury

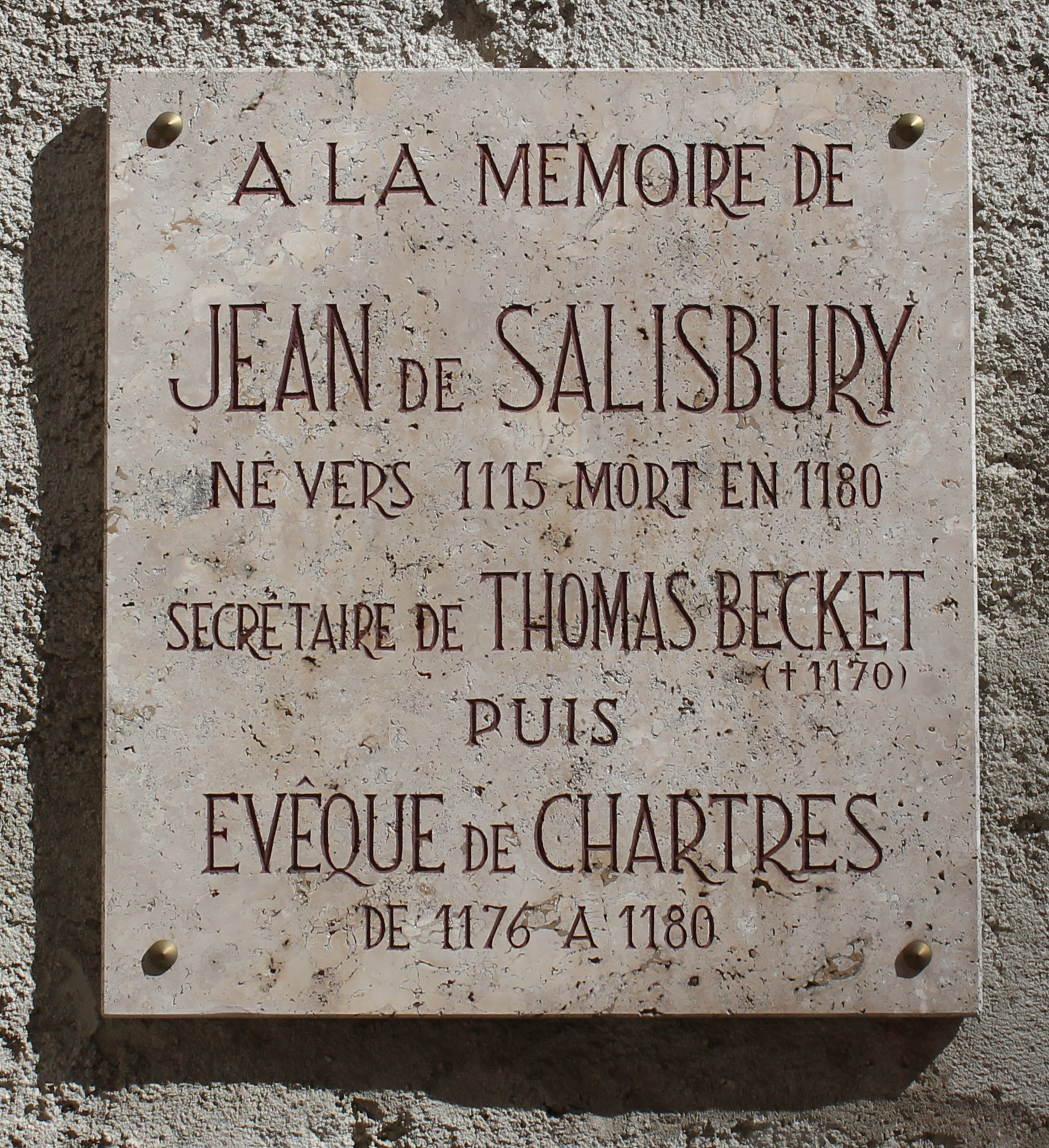
Placa conmemorativa en Chartres.

Jean de Salisbury (c. 1120-25 de octubre de 1180), que se describió a sí mismo como Johannes Parvus ("El pequeño Juan"), fue un autor, educador y diplomático inglés, además de obispo de Chartres.

## Juventud y educación
Juan de Salisbury era descendiente de anglosajones, no de normandos, y por tanto, posiblemente un clérigo de origen humilde, cuya carrera dependió de su educación. Más allá de eso, y del hecho de aplicarse a sí mismo el título de parvus, pocos detalles se conocen acerca de sus primeros años de vida. A partir de sus propias declaraciones, se sabe que llegó a Francia alrededor del año 1136, y que comenzó estudios regulares en París bajo la guía de Pedro Abelardo, quien, por un breve período de tiempo, abrió otra vez su famosa escuela en la Montaña Santa Genoveva.
Sus vívidos relatos de profesores y estudiantes dan algunas de los más valiosas percepciones de los primeros tiempos de la Universidad de París. Después del retiro de Abelardo, Juan siguió sus estudios con Adam du Petit-Pont, Guillaume de Soissons, Alberich de Reims y Roberto de Melun. Desde 1138 hasta 1140, estudió gramática y a los clásicos bajo la guía de Guillermo de Conches y Ricardo de Coutances, discípulos de Bernardo de Chartres, probablemente en Chartres. La enseñanza de Bernardo era distinguida en parte por su pronunciada tendencia platónica, y también por su énfasis en el estudio de los grandes escritores latinos. La influencia de este último punto se puede notar en toda la obra de Juan de Salisbury.
Cerca de 1140 estaba en París estudiando teología bajo la dirección de Gilberto Porretano, y luego con Roberto Pullus y Simón de Poissy. En 1148, residió en la Abadía de Moutiers-la-Celle, en la diócesis de Troyes, con su amigo Pierre de Celle. En el mismo año, estuvo presente en el concilio de Reims, presidido por el papa Eugenio III, y fue presentado probablemente por Bernardo de Claraval a Teobaldo de Bec, arzobispo de Canterbury, bajo cuyo apadrinamiento regresó Juan a Inglaterra cerca del 1153, habiendo estado un tiempo en Roma como secretario del papa Adriano IV.

## Secretario del arzobispo de Canterbury
Nombrado secretario de Teobaldo, Juan era frecuentemente enviado a misiones a la sede papal. Durante este tiempo, compuso su más grandes obras -publicadas seguramente en 1159-, Polycraticus y Metalogicon, escritos invaluables por ser depositarios de información acerca de la materia y forma de la educación escolástica, y remarcables por su estilo cultivado y tendencia humanista. El Polycraticus también da luces de la decadencia, en el siglo XII, de los modales cortesanos y de la relajada ética real. La idea de sus contemporáneos de estar a hombros de gigantes de la Antigüedad aparece por vez primera en forma escrita en el Metalogicon. Después de la muerte de Teobaldo en 1161, Juan continuó como secretario de Tomás Becket, y tomó un rol activo en las disputas entre este primado y su soberano, Enrique II, que miraba a John como un agente del papa.
Sus cartas dan luces sobre la lucha constitucional que entonces agitaba Inglaterra. Con Becket, se retiró a Francia durante el enojo del rey y regresó con él en 1170. Estaba en Canterbury para el asesinato de Becket. En años siguientes, en los que continuó en una posición de influencia en Canterbury, escribió una Vida de Becket. La fecha precisa de la obra es desconocida.

## Obispo de Chartres
En 1176, es elegido obispo de Chartres, donde vivió hasta el fin de sus días. En 1179, colaboró fuertemente en el III Concilio de Letrán. Murió en o cerca de Chartres el 25 de octubre de 1180.

## Estudios e influencias
Los escritos de Juan son excelentes para clarificar la posición literaria y científica de la Europa Occidental del siglo XII. Aunque versado en la nueva lógica y la retórica dialéctica de la universidad, las posiciones de Juan muestran una inteligencia cultivada en los asuntos prácticos, oponiéndose a los extremos tanto del nominalismo como del realismo desde un sentido común pragmático. Su doctrina es más bien utilitaria, con una fuerte propensión, en el lado especulativo, al escepticismo literario de Cicerón, a quien admiraba y de cuyo estilo basaba el suyo propio. Su postura de que el fin de la educación era el aspecto moral, más que lo meramente intelectual, se volvió una de las principales doctrinas educativas de la civilización occidental, pero su influencia se debe encontrar, ya no en sus contemporáneos, sino en la visión de mundo del humanismo renacentista.
Sobre los escritores griegos, parece que no conocía nada de ellos de primera mano, y muy poco de sus traducciones. El Timeo de Platón, en la versión latina de Calcidio, le era conocida a él, sus contemporáneos y predecesores, y probablemente tuvo acceso a las traducciones del Fedón y el Menón. De Aristóteles, tuvo todo el Organon en latín. Él es, en verdad, el primero de los escritores medievales para el que era conocido el conjunto.

## Retratos ficticios
Juan fue retratado por el actor Alex G. Hunter, en 1923, en la película muda Becket, basada en la obra de Alfred Tennyson.